# سیس (شماخی)
سیس (به لاتین: Sis) یک منطقه مسکونی در جمهوری آذربایجان است که در شهرستان شماخی واقع شده است. سیس ۳۴۶ نفر جمعیت دارد.